# LIFTED (CL의 노래)
〈LIFTED〉는 대한민국의 가수 CL의 노래이다. 2015년 8월 18일 북미발매, 국내 아이튠즈 독점공개로 발매되었다. 노래의 프로듀서는 테디가 맡았고, 작사에는 CL과 테디, 미국의 랩퍼 Asher Roth가 작업했다.

## 배경
CL은 스튜디오에서 테디와 함께 곡작업을 하던 도중 유튜브에서 우 탱 클랜의 영상들을 찾아보게 되었고, 무작정 그의 가사들을 따와 프리스타일링으로 이 곡을 탄생시켰다고 한다. 이 곡은 우 탱 클랜의 Method Man이라는 곡을 샘플링한 곡이다. 이후 뮤비촬영장에서 CL은 우 탱 클랜의 멤버 메소드 맨과 만나게 되는데, 메소드 맨이 노래를 듣고 만족스러워 했다고 한다.2016년 10월 12일에는 빌보드 핫 100 차트에 94위로 진입함과 동시에 한국 여자 솔로 가수 중 최초로 이 차트에 올라 화제를 모았다.

## 뮤직비디오
뮤직비디오의 감독은 해외 유명 팝스타들의 뮤직비도를 무려 200편 이상을 감독, 그래미 와 VMA 시상식 수상 경력까지 있는 데이브 마이어스라는 유명 감독이 맡았다. 이 뮤직비디오는 뉴욕 한복판에서 촬영을 진행했고, 곡이 마음에 들었던 메소드 맨이 특별출연했다. 이 외의 출연진 중 대다수는 CL로부터 초대받아서 온 친구들이라고 한다.

## 공연
2016년 9월 3일 <Tokyo Girls Collection> 오프닝 무대에서 첫 정식 무대를 선보였고, 9월 16일 미국 방송국 CBS의 인기 심야 토크쇼 <The Late Late Show with James Corden>에 출연해 첫 미국 방송에서의 공연을 펼쳤다.

## 차트 성적
| 차트 (2016)        | 최고 순위 |
| ------------------ | --------- |
| 미국 빌보드 핫 100 | 94        |